# Соловйов-Калін Сергій Олександрович
Соловйов-Калін Сергій Олександрович (1914—1977) — радянський український звукооператор. Нагороджений медалями.

## З життєпису
Народився 16 травня 1914 р. в Одесі в родині службовця.
З 1932 р. працював на Одеській кінофабриці, де оформив фільми: «Соняшний маскарад» (1936), «Пригоди Петрушки» (1937), «Гірська квітка» (1938), «Моряки» (1939, в титрах Соловйов; у співавт.), «Боксери» (1941, в титрах Соловйов).
В 1952—1959 рр. брав участь у створенні Кишинівської кіностудії.
З 1959 р. працював на Одеській студії телебачення, де записав стрічки: «Господар Лазурної гавані» (1959), «Очима художника» (1965), «Жила-була пісня» (1966), «Вулиці говорять» (1967), «Гелікон-69», «Ескізи» (1969).
Оформив художню кінокартину «Про Вітю, про Машу і морську піхоту» (1973).
Був членом Спілки кінематографістів України.
Помер 9 квітня 1977 р.